# Jugoslávská liga ledního hokeje 1957/1958
Sezóna 1957/1958 byla 16. sezónou Jugoslávské ligy ledního hokeje. Vítězem se stal tým HK Jesenice. Turnaj se konal ve dnech 19. ledna až 6. února 1958.

## Konečná tabulka
1. HK Jesenice
2. HK Ljubljana
3. HK Partizan
4. HK Crvena Zvezda Bělehrad
5. SD Zagreb